# Tigellin
Vous lisez un « bon article » labellisé en 2010.
Caius Ofonius Tigellinus, connu aussi sous le nom d'Ophonius Tigellinus, de Sophonius Tigellinus ou plus simplement de Tigellin, né vers 10 à Agrigentum et mort en 69 à Sinuessa, est le préfet du prétoire et principal conseiller de l'empereur Néron de 62 à 68.
Fils d'un citoyen d'ascendance grecque du Sud de l'Italie, Tigellin n'en parvient pas moins à se mêler rapidement à la bonne société romaine. Toutefois, ses relations avec les sœurs de l'empereur Caligula lui valent d'être exilé par ce dernier en Grèce dès 39. Rentré en Italie sous Claude, où il s'enrichit dans le commerce des chevaux, sa proximité avec Agrippine la Jeune lui permet d'entrer en contact avec son jeune fils Néron. Resté très proche de ce dernier après son accession au trône en 54, il est récompensé en étant mis à la tête de la préfecture des vigiles, puis de la prestigieuse préfecture du prétoire, en 62. Néron le contraint toutefois à partager cette fonction, d'abord avec Faenius Rufus, puis avec Nymphidius Sabinus.
L'influence de Tigellin grandit à mesure que tous les anciens conseillers du Prince, à l'image de Burrus et de Sénèque, disparaissent de la scène politique. Néron l'honore en le laissant organiser un somptueux banquet en 64, peu avant le grand incendie de Rome. En retour, en abattant la conjuration de Pison, Tigellin lui prouve sa loyauté. Dès lors, il veille à ce que tous les adversaires potentiels de Néron soient éliminés. À l'image de Sénèque ou Pétrone, nombreux sont les sénateurs qui tombent sans que leur participation à la conjuration soit clairement établie.
En accompagnant l'empereur en Orient pour un an, il s'éloigne de la garde prétorienne où l'influence de son collègue préfet se fait toujours plus grande. Tombé malade à son retour à Rome, au début de l'année 68, il n'a plus la haute main sur ses hommes, qui lui échappent. Ainsi, lorsque Galba, depuis l'Espagne, agite le flambeau de la rébellion, il est impuissant à empêcher Nymphidius Sabinus de retourner la garde et le Sénat contre son maître Néron. Après le suicide de ce dernier, en juin 68, il bénéficie un temps de la protection de Titus Vinius, un conseiller influent de Galba. Toutefois lorsque, en janvier 69, Galba et Vinius sont massacrés sur le Forum, Tigellin se retrouve sans allié auprès du nouvel empereur, Othon. Cédant aux appels du peuple qui demande sa tête, ce dernier contraint Tigellin, retiré aux thermes de Sinuessa, à mettre fin à ses jours.

## Ses origines

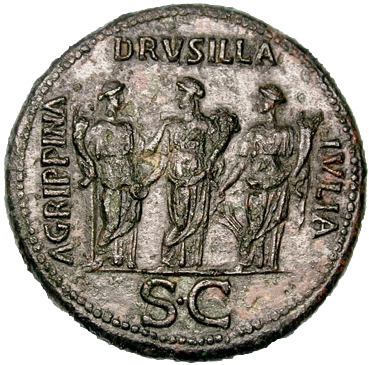
Les trois sœurs de Caligula (12-37-41) : Agrippine la Jeune, Drusilla et Livilla. Après la mort de la deuxième, Caligula exile les deux autres en 39. Tigellin subit le même sort.

On sait peu de choses sur la naissance et la jeunesse de Tigellin. Sa nomenclature exacte elle-même est mal connue, son gentilice semble être Ofonius plutôt que Sofonius et son prænomen n'est mentionné que par les scholies de Juvénal qui indiquent Caius ou Marcus. Qualifié d'« homme de naissance obscure » par Tacite, il semble être le fils d'un citoyen romain, d'ascendance grecque, originaire d'Agrigentum en Sicile,. Tigellin doit avoir reçu une éducation convenable, en dépit des moyens modestes de sa famille, puisqu'il rencontre Marcus Vinicius et Domitius Ahenobarbus.
Devenu un jeune homme, il en vient donc naturellement à côtoyer leurs épouses respectives, les filles de Germanicus, Livilla et Agrippine la Jeune, sous le règne de leur frère, l'empereur Caligula. En 38, à la suite de la mort de son autre sœur Drusilla, Caligula devient suspicieux à l'encontre du veuf de celle-ci, Lépide. Il lui reproche ainsi d'entretenir des relations adultérines à la fois avec Livilla et avec Agrippine la Jeune et les accusent tous trois de comploter pour sa chute. Ils sont arrêtés à l'automne 39, et, tandis que Lépide est exécuté en Germanie supérieure où il avait accompagné l'empereur, Livilla et Agrippine, confrontées à des lettres censées prouver leur adultère, sont exilées dans les Îles Pontines. Tigellin, cité à l'occasion comme un autre amant d'Agrippine, n'est pas condamné à mort mais n'en est pas moins exilé lui aussi.
Passant quelque temps en Grèce où il devient marchand, il est rappelé d'exil par Claude sur la demande de sa nièce, Agrippine la Jeune, qu'il avait laissé rentrer dès 41, sous la condition qu'il ne se présente pas au palais. Installé en Calabre, où il se consacre avec succès au commerce des chevaux, c'est sans doute là qu'il se lie avec le jeune Néron, fils d'Agrippine la Jeune, déjà passionné par le monde des courses de chars. Dès lors, il devient un familier de l'entourage de Néron, ce même après que ce dernier a revêtu la pourpre en 54. Cependant, c'est surtout à la mort d'Agrippine, en 59, qu'il acquiert une réelle influence sur l'empereur.
Ainsi, Tigellin est chargé de l'organisation des jeux donnés à la suite de la mort d'Agrippine, et se voit ensuite confier, peu avant 62, la préfecture des vigiles où il succède à Annaeus Serenus. Dès lors, il devient un homme puissant et obtient ainsi des sénateurs que son beau-fils Cossutianus Capito, condamné en 57 en Cilicie, puisse réintégrer le Sénat. Tigellin et ses proches maintiennent leur soutien à Néron, et c'est ainsi qu'en 62, lorsque la Lex Iulia de Maiestate est remise en vigueur, Cossutianus Capito est le premier à dénoncer un sénateur, l'un des préteurs de l'année, pour avoir diffamé l'empereur.

## Préfet du prétoire de Néron

### Montée en puissance de Tigellin
En 62, Burrus, qui, avec Sénèque, avait été l'un des principaux conseillers de Néron, s'éteint, laissant vacante la fonction de préfet du prétoire. Préférant, par raison de sécurité, diviser entre deux hommes cette fonction importante, Néron nomme pour le remplacer à la fois Faenius Rufus, jusqu'alors chargé de la préfecture de l'annone, et Tigellin qui quitte la préfecture des vigiles. Bien plus que Rufus, Tigellin fait figure de favori, position qu'il renforce en dénigrant son collègue qui était encore un proche d'Agrippine au moment de l'assassinat de la mère de l'empereur. Ayant perdu avec Burrus son principal allié à la cour, Sénèque, à qui l'on reproche son goût pour l'argent, se retire lui aussi de l'entourage du Prince augmentant encore l'audience de Tigellin auprès de ce dernier.
Avec la mort de Burrus, principal opposant au divorce de l'empereur, Néron envisage également de répudier Octavia pour stérilité, afin de pouvoir épouser sa maîtresse, Poppée. Craignant que des personnes proches de la famille impériale prennent le rejet d'Octavia comme prétexte pour une révolte, Tigellin conseille à l'empereur de mettre à mort deux rivaux exilés loin de Rome, Rubellius Plautus et Faustus Sulla, tandis qu'à l'instigation de Poppée il fait torturer les servantes d'Octavie afin de leur faire avouer que leur maîtresse entretenait une relation adultérine avec le préfet de la flotte Anicetus.
En tant que préfet du prétoire de Néron, Tigellin est de fait impliqué dans toutes les actions et controverses importantes rattachées à l'empereur. Ainsi, lorsqu'en 64 l'empereur annonce le report de son voyage en Orient, qu'il sait impopulaire, c'est son préfet qu'il charge d'organiser, au lac d'Agrippa sur le champ de Mars, un banquet fastueux pour la population de Rome. Si ce type de banquet n'était pas rare, celui de Tigellin n'en a pas moins marqué les contemporains, même si son souvenir reste quelque peu obscurci par celui, bien plus terrible, du Grand incendie de Rome qui survient quelque temps plus tard cette année-là.
Là encore plane l'ombre de Tigellin. Tacite laisse en effet entendre, sous la forme de rumeurs qu'il relate, que le préfet du prétoire aurait, au même titre que le Prince, quelque chose à voir avec ledit incendie qui endommagea dix des quatorze régions de l'Urbs, sous le prétexte que le feu a repris, entre autres, dans l'une de ses propriétés. En tous les cas, s'il n'est pas responsable du déclenchement du drame, en tant que principal conseiller de Néron, il participe sans doute à la répression qui s'ensuit, sous forme de persécution visant la communauté chrétienne de Rome, persécution qui, d'après la tradition chrétienne, aurait coûté la vie à saint Pierre et peut-être à saint Paul.

### Conjuration de Pison

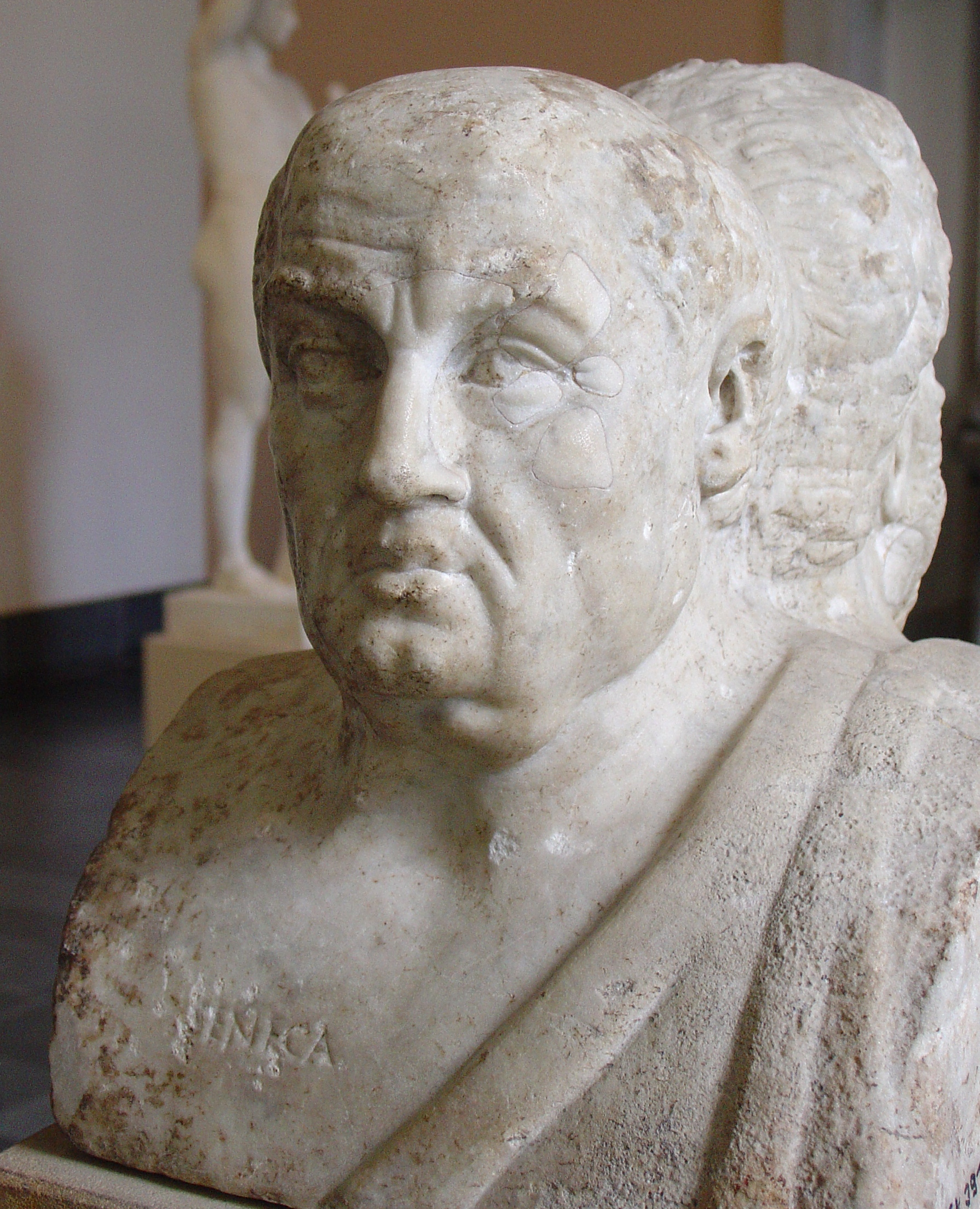
Le philosophe stoïcien Sénèque, accusé d'avoir participé à la conjuration de Pison, est contraint au suicide en avril 65.

Cependant c'est au moment de la conjuration de Pison que Tigellin se révèle le plus utile à l'empereur. En 65, un groupe de sénateurs illustres opposé au pouvoir néronien planifie l'assassinat du Prince. Groupés autour de Pison de la gens Calpurnia, ils comptent commettre leur méfait à l'occasion des jeux de Cérès. Comptant dans leurs rangs le préfet du prétoire Faenius Rufus, qui craint que Tigellin n'obtienne de toute façon sa disgrâce auprès du Prince, les conjurés prévoyaient de faire acclamer Pison par la garde prétorienne dès l'annonce de la mort de l'empereur. Deux des comploteurs sont cependant dénoncés avant la date fatidique par l'affranchi de l'un d'entre eux. Flavius Scaevinius et Antonius Natalis sont aussitôt soumis à la torture par Tigellin mais aussi par Faenius Rufus qui cherche, par une manifestation inconditionnelle de zèle, à détourner les soupçons pesant sur sa personne. La conjuration s'effondre à mesure que Tigellin obtient les aveux des tourmentés ; tous sont exécutés ou acculés au suicide y compris Faenius Rufus rattrapé par ses actes et Sénèque, qui, quoique sans doute innocent, n'en a pas moins été cité lors d'un interrogatoire. La répression se poursuit quelque temps, Tigellin obtient ainsi en 66 la tête d'un autre ancien conseiller de l'empereur, Pétrone, qui est lui aussi contraint au suicide.
Rassuré d'avoir échappé à la conspiration, Néron se montre généreux avec ceux qui l'ont aidé à triompher. Tigellin, le préteur Nerva et l'ancien consul Petronius Turpilianus reçoivent les ornements triomphaux et une statue à leur effigie est dressée sur le Forum et sur le Palatin. Toutefois, l'éviction de Faenius Rufus ne laisse pas tout à fait le champ libre à Tigellin, pourtant à l'apogée de son pouvoir, puisque l'empereur décide de lui adjoindre un nouveau collègue en la personne de Nymphidius Sabinus.
La cohabitation entre les deux hommes ne dure toutefois pas : après l'échec de la conjuration et l'élimination de tous les potentiels rivaux de l'empereur, celui-ci décide de remettre d'actualité l'organisation de son grand voyage en Orient. Néron quitte donc Rome en septembre 66, laissant la ville sous le contrôle de Nymphidius Sabinus, et part pour la Grèce, où se déroulent alors les jeux olympiques. Tigellin, au sein de la cour, accompagne l'empereur dans cette expédition, qui devait, initialement, durer près de deux ans. Alors que Néron se couvre de gloire sur le sol olympien, Tigellin, sur ses ordres, participe vraisemblablement à la mort du populaire général Corbulo, lui aussi accusé d'avoir été lié à la conjuration de Pison. Cependant si le préfet du prétoire a toujours, au retour de Grèce, à l'hiver 67, toute la confiance de l'empereur Néron, il a entre-temps perdu la haute main sur la garde prétorienne, passée tout entière sous le contrôle de son collègue de Rome.

## Chute de Néron, déchéance de Tigellin

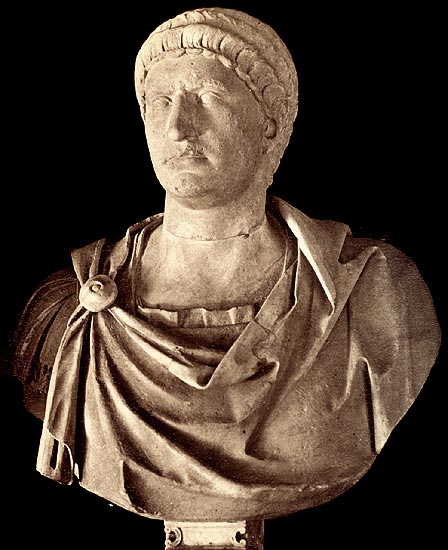
Othon (32-janv. 69-avr. 69) obtient la tête et le trône de Galba en janvier 69 et ordonne aussitôt à Tigellin de se suicider.

Dans le même temps, au début de l'année 68, une révolte éclate en Gaule lyonnaise, où le gouverneur Julius Vindex se soulève contre le Prince. Il est rejoint en avril par le gouverneur de la Tarraconaise, le riche sénateur Galba, qui prend la tête du mouvement. Si Vindex, battu, meurt à la bataille de Vesontio, Galba, lui, poursuit sa route vers Rome. Nymphidius Sabinus voit alors là une opportunité pour augmenter son pouvoir : sous la promesse qu'il soit seul préfet du prétoire de Galba, que, en raison de son âge avancé, il espérait manipuler aisément, il corrompt la garde impériale et la retourne contre Néron. Pressé par les prétoriens, le Sénat proclame Néron ennemi du peuple, hostis publicus, et déclare se soumettre à l'autorité de Galba. Isolé, Néron finit par fuir Rome puis se résout au suicide, le 9 juin 68.
La passivité de Tigellin, incapable de contrer son collègue du prétoire, témoigne de sa perte d'autorité sur les prétoriens. Par ailleurs, il semble que le préfet soit tombé malade de la phtisie dès janvier 68. En tous les cas, il prétexte de cette maladie, qui l'aurait considérablement affaibli, pour s'éloigner de Néron. De fait, Tigellin ne suit pas plus son maître dans sa fuite que dans la voie du suicide. Pour autant, craignant les représailles contre les anciens hommes du Prince à l'arrivée de Galba, il se place sous la protection de Titus Vinius, un proche du nouvel empereur, dont il avait naguère sauvé la fille,. La gratitude de l'influent Titus Vinius, confortée par quelques dons d'argent, s'avère efficace puisque Galba refuse de livrer la tête de l'ancien préfet du prétoire à la foule qui la lui réclame.
Toutefois le règne de Galba ne dure pas. Aux prises avec des difficultés croissantes, et alors qu'il souhaite se choisir un successeur, ce dernier se brouille avec Othon, l'un de ses premiers soutiens, à qui il refuse cet honneur. Titus Vinius tente de convaincre Galba de revenir sur son erreur mais rien n'y fait, et tant l'empereur que son conseiller malheureux sont massacrés sur le Forum par les partisans d'Othon. Cette fois Tigellin, qui avait tenté de se faire oublier en se retirant dans la cité thermale de Sinuessa, n'a plus de protecteurs pour défendre sa cause devant le Prince. Il reçoit au début de l'année 69 une lettre du nouvel empereur lui intimant de se suicider. Après avoir, en vain, tenté de soudoyer le messager, Tigellin met fin à ses jours en se tranchant la gorge,.